# Nikita Kolpačenko
Nikita Jevgenijevičius Kolpačenko (* 22. Juni 2003) ist ein litauischer Snookerspieler aus Vilnius. Er wurde 2020 und 2025 litauischer Meister.

## Karriere
Im Alter von neun Jahren nahm Nikita Kolpačenko 2013 zum ersten Mal an der litauischen Meisterschaft der Erwachsenen teil. Während er 2014 bei den U21-Junioren die Bronzemedaille gewann, scheiterte er bei den Herren bis einschließlich 2016 stets in der ersten Runde. Als 2015 in Moskau zum ersten Mal die U18-Weltmeisterschaft ausgespielt wurde, startete auch Kolpačenko, kam jedoch nicht über die Gruppenphase hinaus.
Nachdem er 2017 unter anderem das Achtelfinale bei der litauischen Meisterschaft und das Viertelfinale bei der nationalen Meisterschaft im 6-Red-Snooker erreicht und bei den Junioren die Bronzemedaille gewonnen hatte, zog Kolpačenko im November beim Finalturnier der Baltic Snooker League, an der er ab 2014 regelmäßig teilnahm, ins Endspiel ein, in dem er sich dem Letten Rodions Judins mit 0:4 geschlagen geben musste. Einen Monat später kam er auch beim KN taurė ins Finale und verlor diesmal gegen Serhij Issajenko (0:4).
Im Februar 2018 nahm Kolpačenko erstmals an der Jugendeuropameisterschaft teil und erreichte sowohl bei den U18-Junioren als auch in der U21-Altersklasse die Finalrunde. Wenige Tage später gewann er durch einen 3:2-Finalsieg gegen den Weißrussen Andrej Chudobin das Lithuanian Masters. Im Mai gelangte er bei der litauischen Meisterschaft ins Endspiel, in dem er gegen Vilius Schulte-Ebbert mit 2:4 verlor. Bei der U16-Weltmeisterschaft 2018 erreichte er unter anderem durch einen Sieg gegen Tuure Lappalainen das Achtelfinale, in dem er dem späteren Finalisten Aaron Hill mit 2:3 nur knapp unterlag. Auf nationaler Ebene folgten bis zum Jahresende zwei Finalniederlagen gegen Vilius Schulte-Ebbert bei der 6-Red-Meisterschaft (1:5) und beim KN taurė (3:4).
Bei der Europameisterschaft 2019 schied Kolpačenko bei den U18-Junioren in der Vorrunde aus. Anschließend gelangte er bei der U21 in die Runde der letzten 64, bevor er bei der Herren-EM, an der er erstmals teilnahm, in der Gruppenphase scheiterte. Im weiteren Verlauf des Jahres gewann er unter anderem die Bronzemedaille bei der litauischen Meisterschaft und erreichte das Achtelfinale beim ukrainischen Unabhängigkeitspokal sowie das Endspiel beim KN taurė, das er erneut gegen Vilius Schulte-Ebbert (0:4) verlor.
Anfang 2020 erreichte er bei der U18-EM erstmals das Achtelfinale, in dem er dem Ungarn Bulcsú Révész unterlag. Bei den U21-Junioren hingegen schied er anschließend in der Gruppenphase aus. Nachdem er beim Lithuanian Masters 2020 ins Viertelfinale gelangt war, erzielte Kolpačenko im Juni 2020 seinen bis dahin größten Erfolg, als er bei der nationalen Meisterschaft unter anderem Titelverteidiger Vilius Schulte-Ebbert besiegte und durch einen 4:1-Finalsieg gegen Tadas Andrejevas erstmals litauischer Meister wurde. Im Jahr darauf erreichte er erneut das Finale, verlor dieses Mal aber mit 3:4 gegen Schulte-Ebbert.
In den darauffolgenden Jahren nahm Kolpačenko nur noch an wenigen Turnieren teil, bei der U21- und Herren-EM 2023 schied er jeweils bereits in der Gruppenphase aus. 2025 kehrte er zur litauischen Meisterschaft zurück und gewann gegen Erikas Kozlovas zum zweiten Mal den Titel.

## Erfolge
| Ergebnis | Jahr | Turnier                             | Finalgegner           | Endstand |
| -------- | ---- | ----------------------------------- | --------------------- | -------- |
| Finalist | 2017 | Baltic Snooker League – Grand Final | Rodions Judins        | 0:4      |
| Finalist | 2017 | KN taurė                            | Serhij Issajenko      | 0:4      |
| Sieger   | 2018 | Lithuanian Masters                  | Andrej Chudobin       | 3:2      |
| Finalist | 2018 | Litauische Meisterschaft            | Vilius Schulte-Ebbert | 2:4      |
| Finalist | 2018 | Litauische Meisterschaft (6-Red)    | Vilius Schulte-Ebbert | 1:5      |
| Finalist | 2018 | KN taurė                            | Vilius Schulte-Ebbert | 3:4      |
| Finalist | 2019 | KN taurė                            | Vilius Schulte-Ebbert | 0:4      |
| Sieger   | 2020 | Litauische Meisterschaft            | Tadas Andrejevas      | 4:1      |
| Finalist | 2021 | Litauische Meisterschaft            | Vilius Schulte-Ebbert | 3:4      |
| Sieger   | 2025 | Litauische Meisterschaft            | Erikas Kozlovas       | 4:0      |